# Aquanothrus montanus
Aquanothrus montanus är en kvalsterart som beskrevs av Engelbrecht 1975. Aquanothrus montanus ingår i släktet Aquanothrus och familjen Ameronothridae. Inga underarter finns listade i Catalogue of Life.